# レフ・シェストフ
レフ・シェストフ（英語: Lev Isaakovich Shestov，ロシア語: Лев Исаа́кович Шесто́в、1866年2月12日（ユリウス暦1月31日）- 1938年11月19日）はロシア系ユダヤ人の哲学者。本名はレフ・イサコヴィッチ・シュワルツマン（ロシア語: Лев Исаакович Шва́рцман）。

## 生涯
1866年、キエフのユダヤ系商人の家に生まれる。モスクワの州立大学で数学と法律を学ぶ。しかし学監と衝突してキエフにもどり学術論文を完成させるが、その革命的な傾向のためにキエフ大学には受理されず、法律の博士号学位を取得することができなくなった(のちにベルリンで法律学を修める)。1898年から、ニコライ・ベルジャーエフ、セルゲイ・ディアギレフ、ディミートリ・メレジコフスキー、およびヴァシーリー・ローザノフなどの知識人のサークルに入り、その同人誌に寄稿しはじめた。
1908年にドイツのフライブルク、ついでコベットというスイスの小村に移住し、1910年までそこに滞在した。1915年にモスクワにもどるが、1919年のボルシェヴィキによる政権奪取の時期から、生活は困難となりフランスへと亡命することになった。1925年からソルボンヌ大学で哲学の講義を受け持ち、ブレーズ・パスカルとプロティノスの研究に打ちこむ。1926年にエトムント・フッサール、1929年にマルティン・ハイデッガーと知り合い、特にハイデッガーにはセーレン・キェルケゴールの重要性を教えられ、宗教と実存主義哲学へと目を開かせられる。1938年から重い病にかかりつつインド哲学の研究を進め、パリの診療所で亡くなる。

## 思想と影響
1898年に発表した『シェークスピアとその批評家ブランデス』は大胆な判断で注目を集め、1903年『ドストエフスキーとニーチェ（悲劇の哲学）』、1908年のチェーホフ論『虚無よりの創造』などの作家論・哲学者論で、真理は理性を越えると主張し、あらゆる合理主義に対立した。このような傾向は、ベルジャーエフがロシア的精神の特長として指摘した「ニヒリズム」、文化や文明の賜物を重視しない態度の延長であり、シェストフは実存主義に通じる「絶望の哲学」を展開した。
この哲学は1890年代以降ロシアで高まった反写実主義の思潮に合致し、そのレトリックを駆使した名文も相まって、象徴派作家に愛好された。亡命後の著作は第一次大戦後のヨーロッパに「不安の哲学」として迎えられ、D・H・ロレンス、アルベール・カミュ、ジョルジュ・バタイユ、アイザイア・バーリン、バンジャマン・フォンダーヌ、ニコス・カザンザキスなどにも大きな影響を与えた。

## 日本での影響
日本でのシェストフ訳は1934年に刊行された『悲劇の哲学』が発端で、満州事変以後の思想弾圧と社会不安にさらされた知識人の間に、一時的な激しい流行を見た。訳者河上徹太郎は、他に『虚無からの創造』を訳した。文壇において「シェストフ的不安」という造語が生まれた。

## その他の主著
邦訳は雄渾社「シェストフ選書」などにまとめられている。
- 『トルストイとニーチェの教義における善』（1900年）
- 『ドストエフスキーとトルストイ』（1923年）
- 『ゲッセマネの夜』（1923年）
- 『手かせをはめられたパルメニデス』（1930年）
- 『キルケゴールと実存哲学』（1936年）
- 『アテネとイェルサレム』（1937年）